# 北見鐵道
北見鐵道（日语：／ Kitami tetsudō */?）是位於北海道斜里郡小清水町，曾經存在的鐵路路線。

## 路線資料
- 路線長度：假止別～小清水 8.89公里
- 軌距：1067毫米
- 車站數目：3

## 歷史
- 1926年（大正15年）2月6日 - 鐵道省提出鐵路興建申請，當時稱為北見拓殖鐵道。
- 1927年（昭和2年）6月2日 - 發出止別～小清水～札鶴、小清水～砥草原之間的鐵路許可證。
- 1929年（昭和4年）4月21日 - 在旭川設立總會，並改稱為北見鐵道。
- 1930年（昭和5年）
  - 1月17日 - 小清水～札鶴之間的鐵路許可證失效。
  - 6月3日 - 假止別～小清水之間的鐵路開始營運。
- 1933年（昭和8年）12月22日認可 - 野坂停車場開始貨物處理。
- 1934年（昭和9年）7月7日 - 准許使用汽油用列車。
- 1937年（昭和12年）3月15日申請 - 假止別車站延長0.34公里並連接國鐵的止別車站。更改營業距離。
- 1938年（昭和13年）8月8日 - 開始路線巴士業務。
- 1939年（昭和14年）8月25日 - 鐵路服務停止。
- 1940年（昭和15年）
  - 3月4日 - 將巴士業務轉讓給橫道汽車（北見巴士（日语：北見バス）的前身）。
  - 7月 - 會社解散。

## 運行狀況
開始營運時，主要是接駁國鐵釧網本線的乘客，每天有4班混合列車（同時載客及貨物），行駛時間約25分鐘。1937年時，汽油列車投入使用並每天增加3班列車，但由於二戰爆發，汽油出現短缺，因此在1938年變回每天4班列車。

## 車站一覽
假止別車站（かりやむべつ、0.0公里） - 野坂車站（のさか、3.8公里） - 小清水車站（こしみず、8.7公里）

## 統計資料
| 年度 | 載客量（人） | 貨物量（噸） | 營業收入（円） | 經營成本（円） | 盈利（円） | 其他收入（円）    | 其他支出（円）   | 利息（円） | 政府補助金（円） |
| ---- | ------------ | ------------ | -------------- | -------------- | ---------- | ----------------- | ---------------- | ---------- | ---------------- |
| 1930 | 13,431       | 1,168        | 5,324          | 12,945         | 7,621      |                   |                  | 4,248      |                  |
| 1931 | 8,715        | 1,077        | 沒有資料       |                |            |                   |                  |            |                  |
| 1932 | 13,622       | 2,062        | 6,654          | 15,046         | 8,392      |                   | 雜損2,545        | 7,205      | 6,148            |
| 1933 | 17,063       | 4,784        | 8,612          | 17,643         | 9,031      |                   | 雜損27,543       | 17,640     | 15,261           |
| 1934 | 28,119       | 17,689       | 18,720         | 23,047         | 4,327      |                   | 雜損8,589        | 12,712     | 16,039           |
| 1935 | 33,471       | 31,230       | 28,952         | 23,811         | 5,141      | 減資差益金100,000 | 雜損償卻金29,897 | 8,784      | 16,087           |
| 1936 | 31,598       | 14,429       | 19,701         | 19,234         | 467        |                   | 雜損償卻金6,254  | 8,677      | 16,643           |
| 1937 | 27,139       | 20,120       | 27,767         | 26,866         | 901        |                   | 雜損償卻金6,875  | 8,367      | 16,834           |

- 鐵道省鐵道統計資料、鐵道統計各年度版

## 鐵道機車車輛
1930年開業時，共有3輛蒸汽機車、3輛客車及3輛貨車。而直到1939年停業時，曾經有4輛蒸汽機車、1輛柴油動車、3輛客車及3輛貨車。除了1輛是新建造列車，其餘都是二手列車。

### 蒸汽機車
11（A2型）
1895年由英國製造，於1930年2月轉讓。1935年（昭和10年）7月由於列車損毀而被廢棄解體。
1812（1800型）
1896年由英國製造，於1930年1月轉讓。由於軸重過大，同年3月被廢棄。`
7211、7218（7200型）
1896年由英國製造。由於1812不能使用，因此於1930年3月從其他鐵道轉讓7218，並於1933年8月購入7211。在1940年被廢線後轉售給其他地方。

### 柴油動車
Kiha1（Kiha1型）
1937年從停止營運的札幌郊外電氣軌道購入，本鐵道停業後轉讓給小名濱臨海鐵道，並於二戰後轉為客車使用。

### 客車
Ha20、Ha21、Ha22（Ha20型）
1930年從定山溪鐵道購入，於1897年北海道製造。廢線後被解體。

### 貨車
Wa5（Wa1型）
於1895年在新橋工廠製造，在廢線後轉讓給小名濱臨海鐵道，改造後使用至1965年。
To30、To31（To1型）
分別於1888年及1895年在新橋工廠製造，在廢線後To30轉讓給小名濱臨海鐵道，To31則下落不明。